# Фенилето (Бреша)
Фенилето је насеље у Италији у округу Бреша, региону Ломбардија.
Према процени из 2011. у насељу је живело 23 становника. Насеље се налази на надморској висини од 60 м.